# Pedro Canais
Pedro Canais (Torres Novas, 1962) é um escritor português. 

## Biografia
Completou o ensino secundário no Brasil e frequentou o curso de Ciências Económicas e Financeiras da Pontifícia Universidade Católica de São Paulo.
Regressou a Portugal e frequentou o curso de História da Faculdade de Letras de Lisboa.
Depois de passar pelo mundo da publicidade, é actualmente copywriter de televisão.
A Lenda de Martim Regos é o primeiro romance que publicou (2004), tendo conquistado o prémio PEN Clube - Primeira Obra, em 2005.